# Několik dní se mnou
Několik dní se mnou (v originále Quelques jours avec moi) je francouzský hraný film z roku 1988, který režíroval Claude Sautet podle stejnojmenného románu Jeana Françoise Josselina. Snímek měl světovou premiéru 24. srpna 1988.

## Děj
Martial, generální ředitel řetězce supermarketů, je v depresi. Přesune se proto na pár dní do Limoges, kde však zasévá nesváry mezi místní obyvatele, včetně vedení tamního supermarketu.

## Obsazení
| Daniel Auteuil       | Martial                                       |
| Sandrine Bonnaire    | Francine                                      |
| Jean-Pierre Marielle | Raoul Fonfrin, ředitel supermarketu v Limoges |
| Dominique Lavanant   | Irène Fonfrin, jeho žena                      |
| Danielle Darrieuxová | Suzanne Pasquier, Martialova matka            |
| Vincent Lindon       | Fernand, přítel Francine                      |
| Thérèse Liotard      | Régine, sestra Irène                          |
| Gérard Ismaël        | Rocky                                         |
| Philippe Laudenbach  | pan Maillotte, ředitel kbinetu prefekta       |
| Tanya Lopert         | paní Maillotte                                |
| Dominique Blancová   | Georgette, sestra Francine                    |
| Jean-Pierre Castaldi | Max, její muž                                 |
| François Chaumette   | Georges Bassompierre                          |
| Alain Doutey         | komisař                                       |
| Jean-Louis Richard   | doktor Apert                                  |
| Élisa Servier        | Lucie, Martialova žena                        |
| Xavier Saint-Macary  | Paul, milenec Lucie                           |
| Maurice Travail      | pan Travail                                   |

## Ocenění
- César: nominace v kategoriích nejlepší herec (Daniel Auteuil), nejlepší herec ve vedlejší roli (Jean Pierre Marielle), nejlepší herečka ve vedlejší roli (Dominique Lavanant)